# West Milton (Pennsylvania)
West Milton è un census-designated place (CDP) degli Stati Uniti d'America situato nello stato della Pennsylvania, nella contea di Union.